# Lohajang
Lohajang (en bengali : লৌহজং) est une upazila du Bangladesh dans le district de Munshiganj. En 1991, on y dénombrait 153 433 habitants.